# Malarstwo historyczne

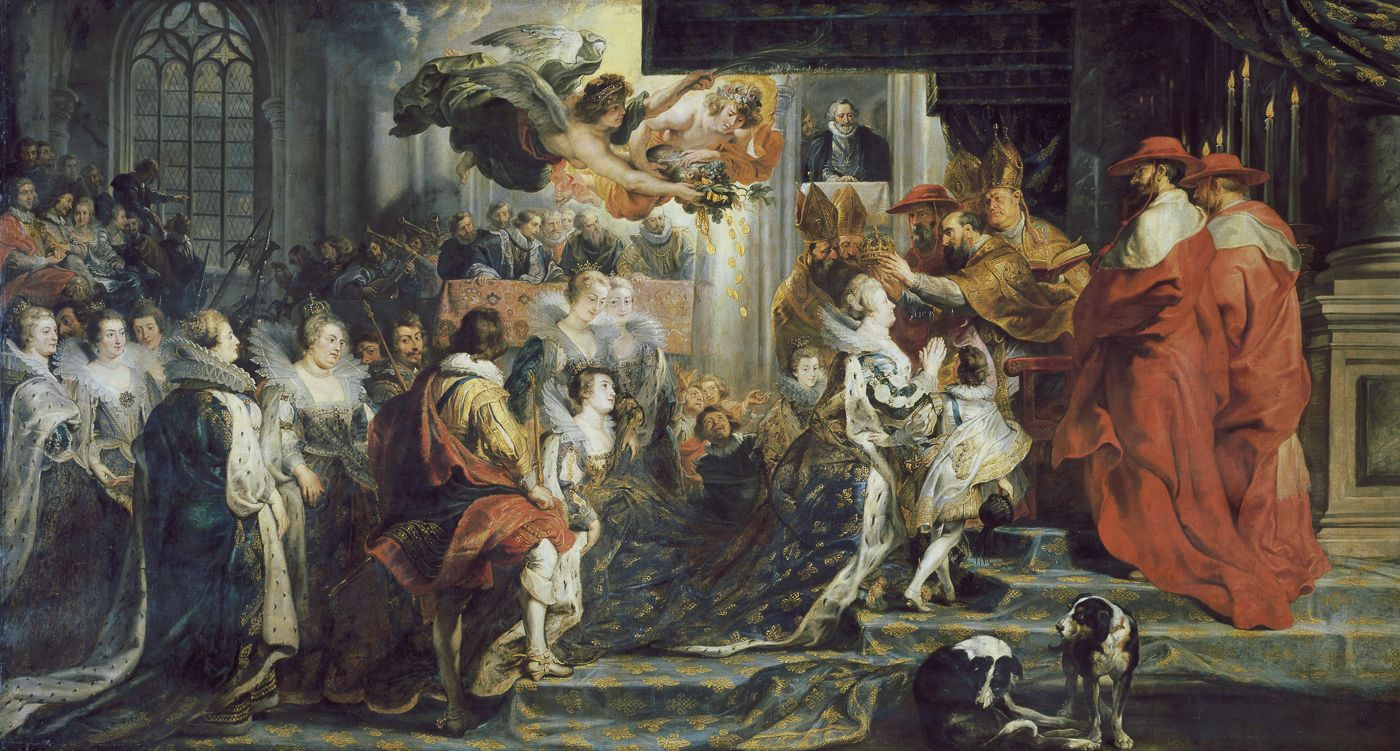
Peter Paul Rubens, Koronacja Marii Medycejskiej (1622)

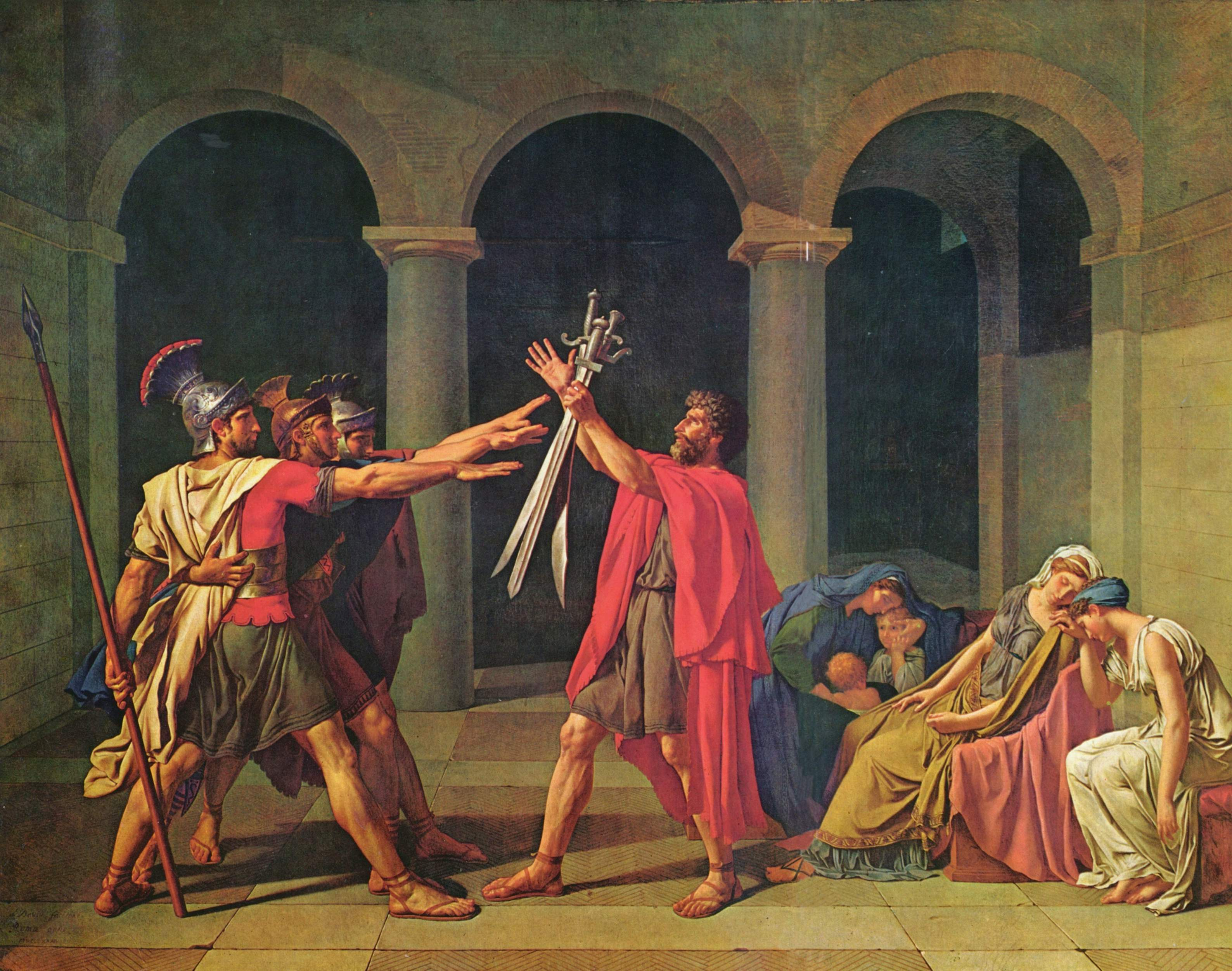
Jacques-Louis David, Przysięga Horacjuszy (1784)

John Trumbull, Podpisanie Deklaracji niepodległości (1819)

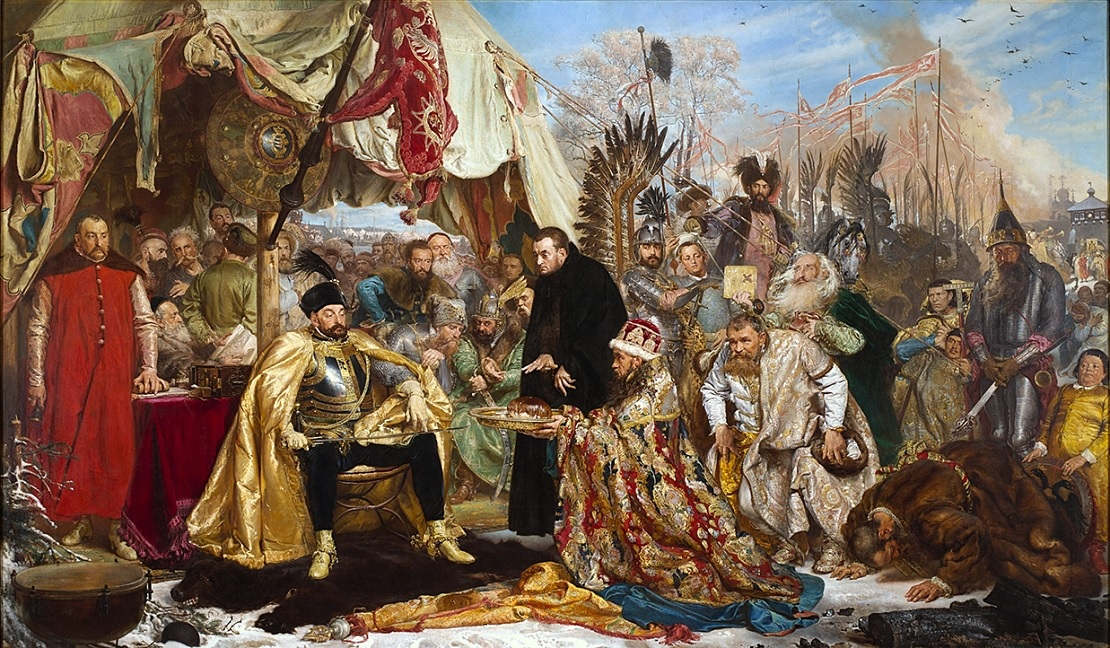
Jan Matejko, Stefan Batory pod Pskowem (1872)

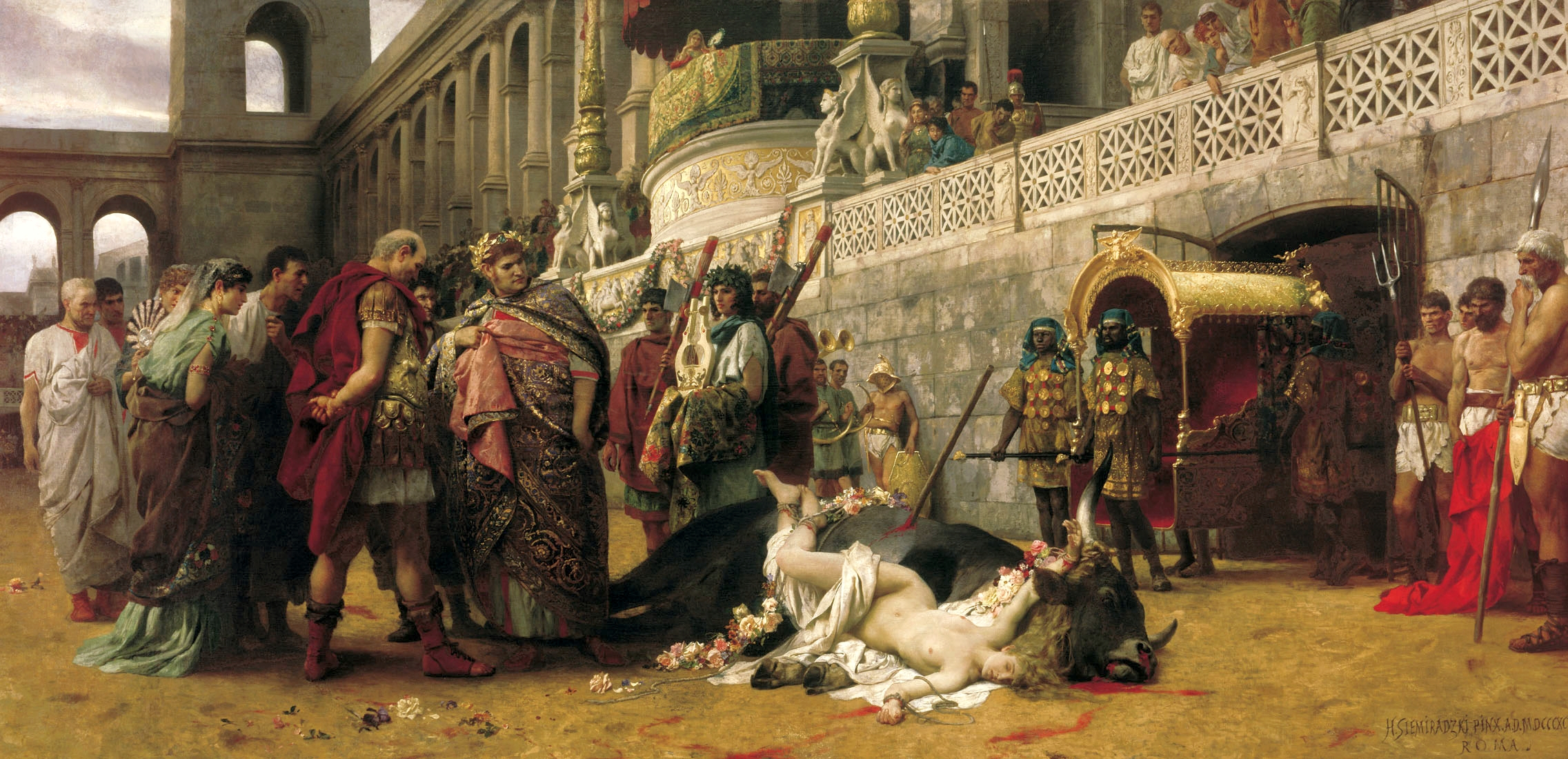
Henryk Siemiradzki, Dirce chrześcijańska (1897)

Malarstwo historyczne – przedstawienia malarskie, których tematem są wydarzenia historyczne związane z dziejami państw, narodów i wybitnych osobistości oraz zdarzenia rozgrywające się współcześnie.
W szerszym rozumieniu malarstwo historyczne obejmuje również kompozycje religijne zaczerpnięte ze Starego i Nowego Testamentu oraz z legend i mitologii.
Odmianą przedstawienia historycznego jest batalistyka.
Najstarsze przedstawienia historyczne występują już w sztuce starożytnej (Egipt, Mezopotamia, Grecja). W średniowieczu pojawiają się w malowidłach ściennych i iluminacjach rękopisów. W okresie renesansu częstymi tematami stały się wydarzenia z historii starożytnej, uroczyste wjazdy posłów i władców, elekcje królów. Tematykę historyczną podejmowali m.in. Leonardo da Vinci, Tycjan, Michał Anioł, Albrecht Altdorfer.
W dobie baroku popularność zyskały sceny batalistyczne oraz kompozycje gloryfikujące władców (Peter Paul Rubens, Nicolas Poussin, Charles Le Brun). Według teorii akademickich XVII wieku był to najszlachetniejszy rodzaj sztuki.
Rozkwit malarstwa historycznego nastąpił w okresie klasycyzmu (Jacques-Louis David, François Gérard, Antoine-Jean Gros, w Polsce – Marcello Bacciarelli, Jan Piotr Norblin, Aleksander Orłowski), a zwłaszcza w romantyzmie (Eugène Delacroix, Piotr Michałowski, January Suchodolski). Wzrosła dokumentalność przedstawień, ścisłość kostiumologiczna i wierność realiom. W 2 połowie XIX wieku rozwijało się głównie w środkowej i wschodniej Europie. W Polsce (Jan Matejko, Artur Grottger, Henryk Siemiradzki, Wojciech Gerson) i Rosji (Wasilij Surikow, Ilja Riepin) malarze przedstawiali najważniejsze i najdramatyczniejsze momenty dziejów narodowych.
Znaczenie tematyki historycznej dla malarstwa – na przykładzie malarstwa polskiego – w lapidarny, syntetyczny sposób przedstawił Maciej Masłowski w swym wstępie do albumu „Dzieje Polski w obrazach”:

>>Temat obrazu, to niewątpliwie sprawa dla malarstwa drugorzędna. Na ten temat w okresie ostatniego stulecia napisano wiele tomów i wymalowano całe galerie. Pole walki o absolutną wolność sztuki – rozciągające się długim pasem od realizmu aż do bezprzedmiotowości – zaczyna się właśnie od konfliktu z konwencją tematu, a ściślej, od gruzów owej niegdyś niełatwej do zdobycia twierdzy – akademizmu. Bo jakże dalekie są dla nas już dzisiaj tamte czasy, jakże dalekie owe wspaniałe surmy bojowe Stanisława Witkiewicza, który pociskami nieodpartych argumentów burzył stare bastiony naszego malarstwa historycznego. „Czy to będzie Zamoyski pod Byczyną, czy Kaśka zbierająca rzepę – nie przybędzie ni w pierwszym, ni w drugim wypadku, ani jednego połysku, ani jednego cienia ani refleksu, jeżeli oboje będą o tej samej porze dnia oglądani. Harmonia barw też nie jest czułą na wypadki dziejowe [...] Po Waterloo, czy po majówce zwykłych filistrów słońce zachodzące nie przybrało zielonego koloru tylko czerwony, jeżeli naturalnie nie było za chmurami”. – Tak pisał autor sławnej „Sztuki i krytyki u nas” w 1884 roku.
Od tego czasu ileż się zmieniło. Już nie tylko „Zamoyski” skapitulował przed „Kaśką” i „rzepą”, ale sama rzepa została wyrwana z korzeniami i rozbita na składowe elementy, na atomy koloru, płaszczyzny, linii, ekspresji – na prapierwiastki czystej formy i czystej treści. Malarstwo zostało całkowicie wyzwolone, oswobodzone nie tylko z ciężkich kajdan wszelkiego tematu, ale nawet z łagodnych więzów przedmiotu.
I jak wobec tego entuzjazmować się, a choćby interesować się polskim malarstwem historycznym?
A jednak – nie wolno nam o nim zapominać, więcej nawet, nie wolno nam go nie kochać. Zapewne, temat historyczny – w swojej znakomitej większości – był dla naszego malarstwa zeszłego stulecia sprawą szkodliwą.
Dla malarstwa – ale nie dla ludzi, dla Polaków. Temat ten, który – używając słów Żeromskiego – jak „trybunał cenzury narodowej” cisnął, dławił, dusił naszych artystów będąc miarą ich patriotyzmu, ich „krwawą” ofiarą, najwyższym poświęceniem. Przed niejednym z nich, przed największymi stawała nieraz groźna alternatywa: wolność sztuki czy wolność narodu. I niejeden „łamał skrzydła”, rezygnował i jak żołnierz stawał w szeregu. Bo nasze malarstwo historyczne, to przede wszystkim służba narodowa, to oręż szacowny, do dziś niestępiały i ostry – i tak należy nań patrzeć. W tych warunkach mniej nas interesuje czysto malarski problem „rzepy”, a sprawa tematu nabiera rumieńców życia. Zapominamy o wszystkich „-izmach” naszej epoki, zakładamy stare druciane okulary i oglądamy z bliska, kartę po karcie, rysowaną i malowaną przeszłość<<